# Odenwald
L'Odenwald és un massís situat als estats alemanys de Hessen, Baviera i Baden-Württemberg. Forma una regió boscosa d'uns 4.520 km², a la dreta del Rin fins a la vall del Neckar. El punt més alt és el Katzenbuckel (626 m).
El seu nom és sovint s'interpreta com "Odins Wald" ("bosc d'Odin"), però el nom del déu Odin és una forma nòrdica que es converteix, en la fràncic de la regió, en "Votan" (així hauria d'haver sigut "Wotanwald"). El seu nom prové de la Ciutat dels Auderiencs, una regió cèltica de la fundació, la capital del qual era l'actual Dieburg, a l'est de Darmstadt, que era un dels components dels Agri Decumates.
L'Odenwald s'estén entre la plana del Rin amb Bergstraße a l'oest, el Main i Bauland a l'est, la conca de Hanau-Seligenstadt al nord i el Kraichgau al sud. La part sud de la vall de Neckar és l'anomenat Kleiner Odenwald.
El nord i l'oest de l'Odenwald formen part del sud de Hessen, l'est i el sud pertanyen a la Baixa Francònia i al Baden.

## Geologia
L'Odenwald pertany, com moltes serralades a Alemanya, a l'orogènesi varisca o herciniana, que durant més de 300 milions d'anys del Devonià es va estendre per una gran part d'Europa. El desencadenant de l'orogènesi va ser la col·lisió dels dos continents d'Europa i Àfrica.
Durant el Triàsic, fa uns 200 milions d'anys, les terres s'enfonsen un altre cop, formant el que es coneix com la conca germànica, on es van dipositar capes d'un metre gruixut de roca sedimentària vermella. Aquestes van ser posteriorment recobertes amb capes de muschelkalk d'un ampli mar interior, seguit de sediments del Triàsic superior.
Al Triàsic fins fa uns 200 milions d'anys, l'altitud del país cau de nou, i es forma el que s'anomena la conca germànica, on es poden dipositar capes d'un metre gruixut de roca sedimentària vermella.

## Llegenda
En el Cant dels Nibelungs, l'heroi Sigfrid, durant una cacera que el condueix des de Worms, la ciutat dels Burgundis, a l'Odenwald, és assassinat per Hagen von Tronje. Com que no es menciona cap lloc específic, molts municipis es disputen el dret a declarar-se com a escenari de la mort de Sigfrid.